# Đại hội Đảng Công nhân xã hội dân chủ Nga lần thứ I
Đại hội Đảng Công nhân xã hội dân chủ Nga lần thứ I, hay Đại hội I RSDRP (tiếng Nga: I съезд РСДРП), được tổ chức từ ngày 1 đến ngày 3 tháng 3 năm 1898 tại căn nhà ở ngoại ô Minsk của một công nhân đường sắt tên là Rumyantsev.

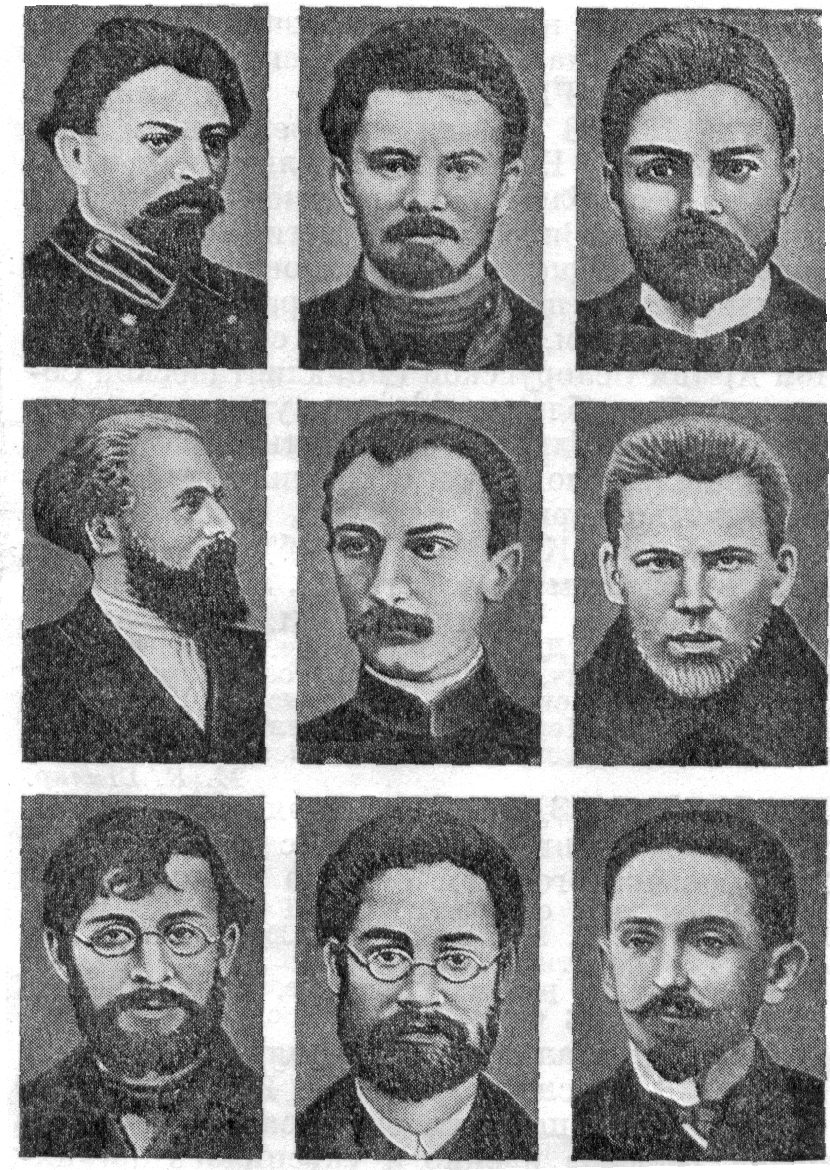
Đại biểu tham dự Đại hội Đảng lần thứ 1, S. Radchenko, A. Vannovsky, P. Tuchapsky, B. Adelman, H. Vigdorchik, K. Petrusevich, A. Mutnik, A. Kremer, S. Katz

Đại hội được triệu tập bởi 3 nhóm chính mang tính chất Dân chủ xã hội tại các khu vực khác nhau trên toàn Đế quốc:
- Saint Petersburg - Liên đoàn đấu tranh vì sự giải phóng của giai cấp công nhân hoạt động từ những năm 1895[1]. 2 lãnh đạo 2 phe sau này Lenin và Julius Martov là lãnh đạo tổ chức này trong giai đoạn 1895-1896[2]. Mặc dù được thành lập lâu, nhóm này không thể đóng một vai trò quan trọng vì gần đây đã bị suy yếu do các vụ bắt giữ.[3]
- Bund Tổng Lao động Do Thái thành lập tháng 9/1897. Vào thời điểm đó Đảng Bund là nhóm Xã hội Chủ nghĩa lớn nhất trong Đế quốc. Đóng vai trò quan trọng nhất trong Đại hội.[4]
- Các tổ chức dân sự theo chủ nghĩa dân chủ xã hội hoạt động chính quanh Kiev dựa vào Rabochaya Gazeta (Báo Lao động).[5]

Có 9 đại biểu tham dự đại diện cho 3 nhóm dân chủ xã hội từ Moskva và Yekaterinoslav. Nhóm Chủ nghĩa xã hội Kharkov không kịp tham dự.
Đại hội có 6 phiên họp được tổ chức bí mật, chỉ các nghị quyết được ghi lại. Những về chính là việc sáp nhập các tổ chức chính trị dân chủ xã hội và tên Đảng thống nhất. Đại hội bầu ra Ban Chấp hành Trung ương gồm Stepan Radchenko (nhà hoạt động dân chủ xã hội lâu năm) lãnh đạo nhóm Saint Petersburg, Boris Eidelman của Rabochaya Gazeta, Alexander Kremer lãnh đạo Bund. Tuyên ngôn Đảng do Peter Struve viết theo yêu cầu của Radchenko.
Ban Chấp hành in và ban hành tuyên ngôn Đảng và các nghị quyết Đại hội, nhưng 5 trong 9 đại biểu đã bị Okhrana (Bộ bảo vệ trật tự và an toàn công cộng, là lực lượng cảnh sát mật của Sa Hoàng) bắt trong vòng 1 tháng.
Đại hội thất bại trong việc thống nhất Đảng Xã hội Dân chủ Nga, các đề xuất không được thông qua, Quy chế chứ không phải Điều lệ Đảng. Một lực lượng lớn cảnh sát mật theo dõi khiến Đảng phải hoạt động bí mật và mở ra thời kỳ chia rẽ bất đồng. Tới Đại hội 2 thì Điều lệ và Chương trình Đảng mới được thông qua. 